# 三環六線

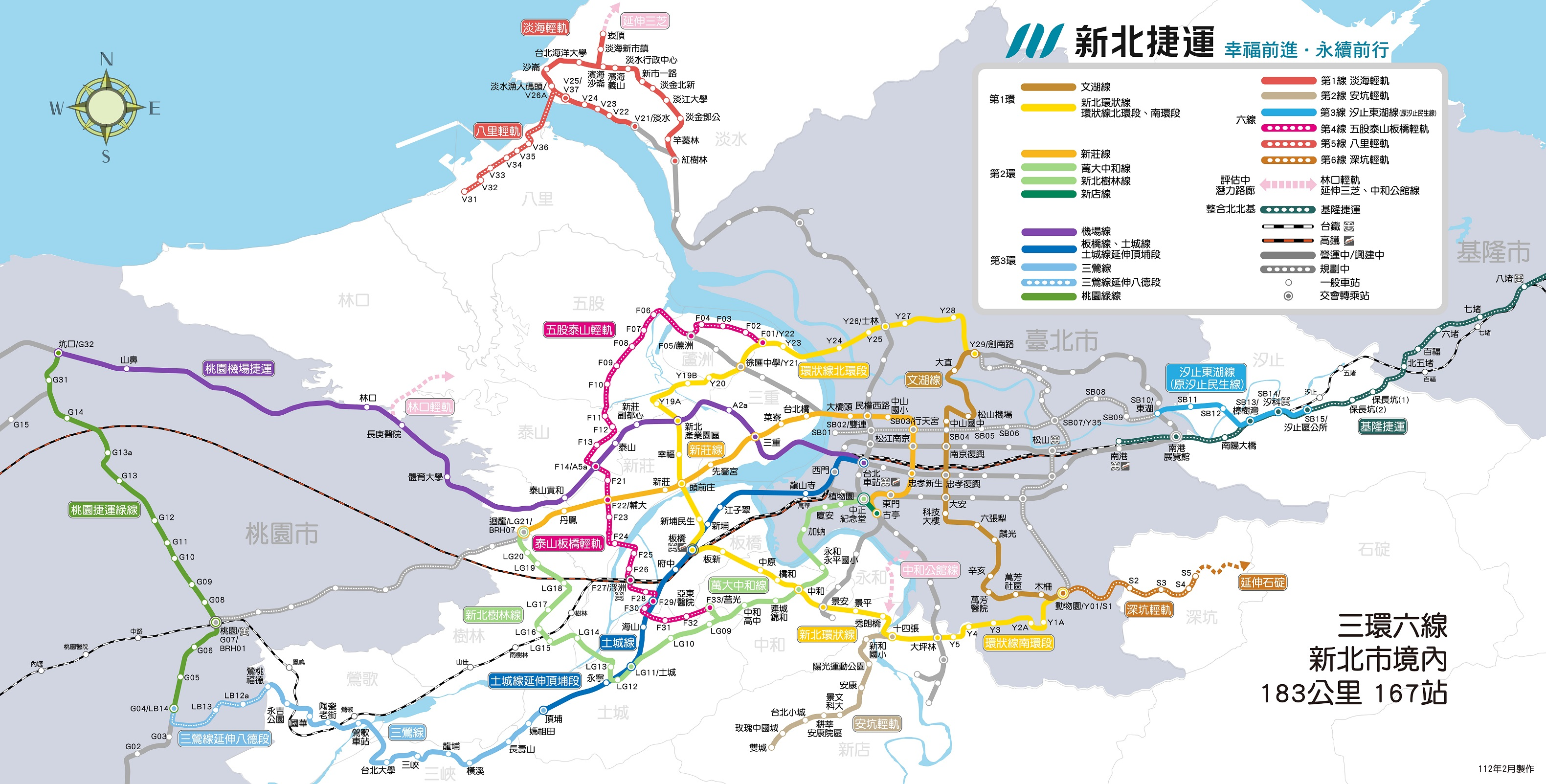
新北捷運願景圖，圖例標示三環六線

三環六線是2010年由新北市市長朱立倫於市長選舉期間提出的建設計畫，內容包括臺北捷運環狀線、萬大-中和-樹林線、桃園捷運機場線、新北捷運三鶯線、淡海輕軌、安坑輕軌、臺北捷運民生汐止線，當時稱作三環三線。後來侯友宜於市長選舉期間進一步提出加入五股泰山輕軌、八里輕軌與深坑輕軌三條路線的建設計畫，因此改稱“三環六線”或“三環三線+三線”。

## 概要
在2010年中華民國直轄市市長選舉中，中國國民黨提名的新北市市長候選人朱立倫以「新新台北．新首都」為競選主軸，發表「三環三線」捷運政見。

## 構想路線
- 第三環：板南線（台北車站－頂埔站）、三鶯線（頂埔站－大湳站）、桃園捷運綠線（大湳站－坑口站）、機場線（坑口站－台北車站）
- 三線：淡海輕軌、安坑輕軌、民生汐止線
- 加三線：五股泰山輕軌、八里輕軌、深坑輕軌

| 路線   | 路線 | 路線 | 路線             | 區間                 | 現況       | 系統                    | 調度機廠          |
| ------ | ---- | ---- | ---------------- | -------------------- | ---------- | ----------------------- | ----------------- |
| 第一環 |      |      | 環狀線           | 劍南路站－動物園站   | 部分營運中 | 鋼輪路軌系統 （中運量） | 南機廠 北機廠     |
| 第一環 |      |      | 文湖線           | 動物園站－劍南路站   | 營運中     | 膠輪路軌系統 （中運量） | 木柵機廠 內湖機廠 |
| 第二環 |      |      | 萬大-中和-樹林線 | 中正紀念堂站－迴龍站 | 興建中     | 鋼輪路軌系統 （中運量） | 金城機廠          |
| 第二環 |      |      | 新莊線           | 迴龍站－古亭站       | 營運中     | 鋼輪路軌系統 （高運量） | 新莊機廠          |
| 第二環 |      |      | 新店線           | 古亭站－中正紀念堂站 | 營運中     | 鋼輪路軌系統 （高運量） | 新店機廠          |
| 第三環 |      |      | 板南線           | 臺北車站－頂埔站     | 營運中     | 鋼輪路軌系統 （高運量） | 土城機廠 南港機廠 |
| 第三環 |      |      | 三鶯線           | 頂埔站－大湳站       | 興建中     | 鋼輪路軌系統 （中運量） | 三峽機廠          |
| 第三環 |      |      | 桃園捷運綠線     | 大湳站－坑口站       | 興建中     | 鋼輪路軌系統 （中運量） | 北機廠 (桃園)     |
| 第三環 |      |      | 桃園機場線       | 坑口站－臺北車站     | 營運中     | 鋼輪路軌系統 （中運量） | 蘆竹機廠          |

## 相關問題
- 三環三線中的臺北捷運文湖線及板南線，在其競選市長前早已完工。而文湖線更全線在臺北市，而非其選區新北市。新莊線雖尚未全線通車，但除新莊機廠外也已大致興建完畢。
- 其餘的10線，在2014年任期結束時，僅在其就任市長前就已經動工的環狀線、機場線及土城線延伸頂埔段正在施工，其餘7線仍未開始動工[3]。
- 時任新北市副市長侯友宜在2015年底表示捷運三環三線還沒有達成預期成效[4]。
- 部分路線如臺北捷運既有路線及桃園捷運並非新北市管轄。
- 八里輕軌為淡海輕軌四條路線（綠山線、藍海線、三芝線、八里線）計畫的一部份。

### 未納入南北線
原規劃之臺北捷運南北線經過新北市中永和地區，與環狀線相通並呈の字型的環狀路網，卻不包含在朱立倫的「三環三線」政見。政見採用計畫中路線（環狀線）混搭已通車路線（文湖線），與民眾認為的第一環就是整條環狀線（包含南北線）有所差異。2017年後，臺北市政府改推動銜接南環段、北環段，使全線呈Ｏ字型環線的東側南北向捷運取代南北線，不再經過中永和地區。

## 外部連結
- 三環六線 （页面存档备份，存于）
- OPEN ! 3環6線- 三環六線進度公開專頁（页面存档备份，存于）
- 新北市捷運工程局 三環三線-施政成果
- NEW TAIPEI CITY新北市捷運工程處（页面存档备份，存于）
- 新北市政府捷運工程局 （页面存档备份，存于）